# 陸地測量部

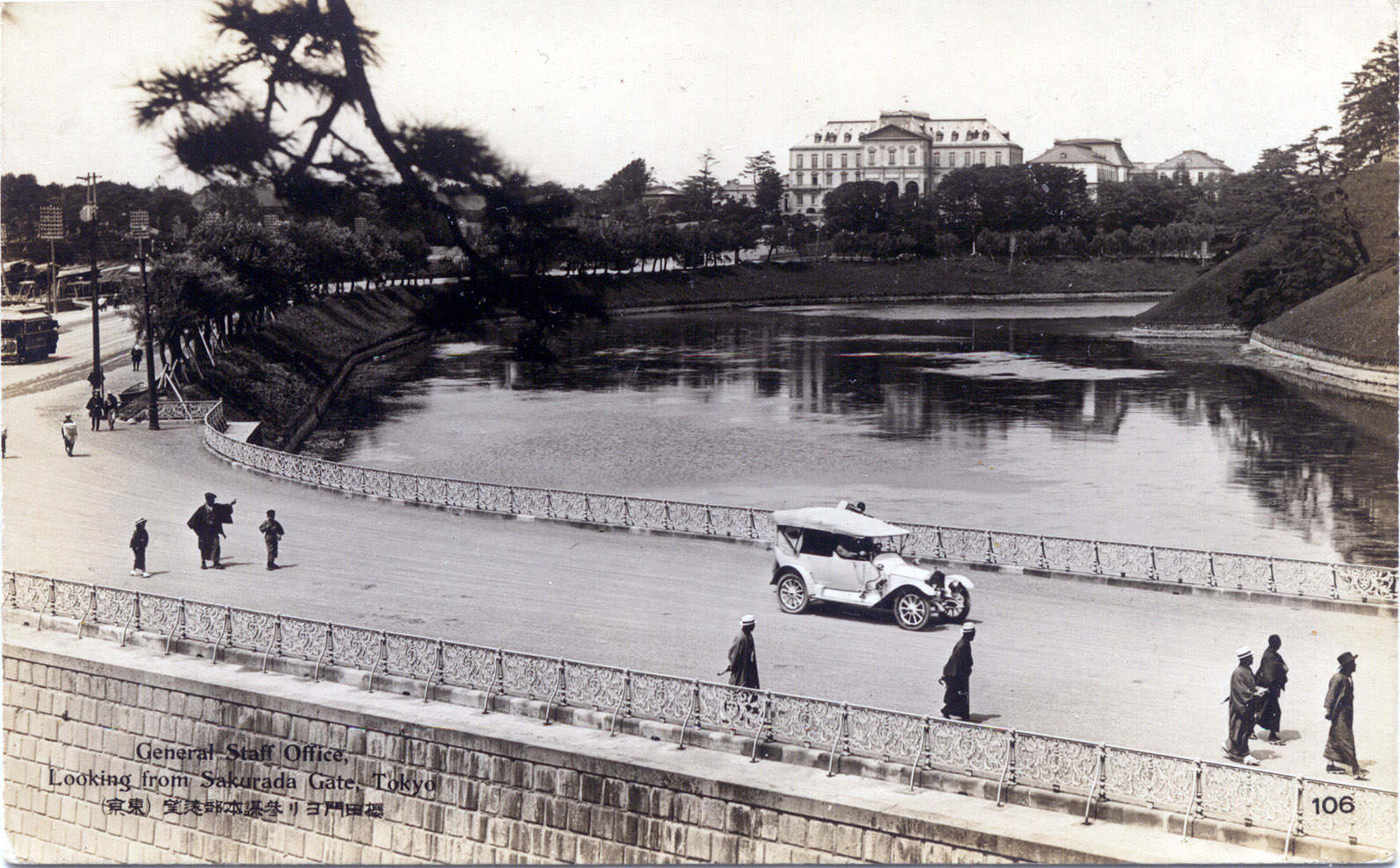
桜田門から望む陸地測量部庁舎（画面中央奥の建物）。当初は参謀本部としてカッペレッティの設計により西南戦争後に着工、明治14年に落成し使用されていたが、明治27年の明治東京地震により若干の被害を蒙った。これを受け、参謀本部の機能は新たに建築された北側の新館（画面右奥）へ明治31年に移転し、この写真の撮影時期（明治末期）には、当時参謀本部の伴属諸課として三階の一部を間借りしていた陸地測量部がほぼ全面的に占用するに至った。

陸地測量部（りくちそくりょうぶ）は、日本陸軍参謀本部の外局で国内外の地理、地形などの測量・管理等にあたった、現在の国土地理院の前身の一つである国家機関。
戦前の地図データはこの陸地測量部によるもので、終戦により参謀本部が解体されるのに伴い業務は内務省地理調査所に移管され、その後国土地理院となって現在に至っている。現在もなお公的建築物として機能している日本水準原点は、発足当時の庁舎敷地内（東京三宅坂国会前庭付近）に設置されたものである。

## 沿革

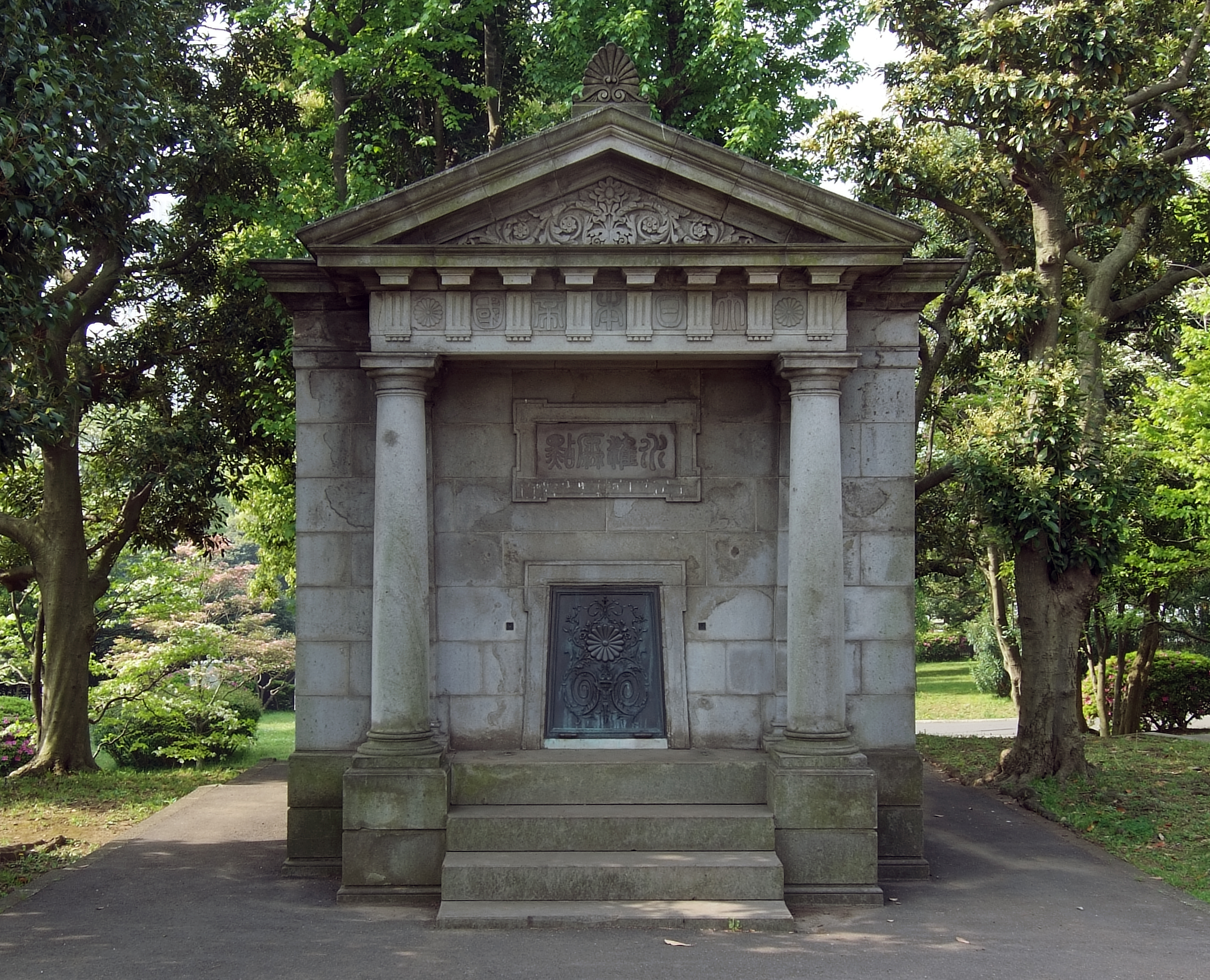
日本水準原点標庫（重要文化財）

前身は、1871年（明治4年）7月兵部省に陸軍参謀局が設置された時まで遡り、直前の組織は参謀本部測量局（地図課及び測量課が昇格した）で、1888年（明治21年）5月14日に陸地測量部條例（明治21年5月勅令第25号）の公布とともに、参謀本部の一局であった位置付けから本部長直属の独立官庁として設置された。
発足当初は参謀本部庁舎の3階を間借りしてのスタートであったが、参謀本部中枢が同庁舎北に新庁舎を建設・移転の後は、同庁舎を全面的に占用するに至った。
発足時には三角・地形・製図の三科及び修技所（後の国土交通大学校の元となる組織。麹町区永田町（現在の千代田区永田町）陸軍省本省内の元陸軍軍医学舎跡に設置）が置かれ、初代部長には測量局長に引き続いて小菅智淵工兵大佐が任命された。1888年（明治21年）10月13日に修技所が和田倉門内元千代田町（元衛戍本部跡）に移転。
以来陸地測量部長には陸軍中将若しくは陸軍少将又は工兵大佐が、各科長には工兵大佐又は中佐が、修技所長には工兵中佐又は少佐が発令されている。1891年（明治24年）6月10日、地形科が麹町区裏霞ヶ関の近衛歩兵第4連隊兵営跡に、1903年（明治36年）5月31日、修技所が元臨時陸軍建築部跡にそれぞれ移転。
その後1941年（昭和16年）4月、陸地測量部條例の全部改正となる「陸地測量部令（昭和16年勅令第505号）」により、新たに総務課が設置され、従来の三角科が第一課に、地形科が第二課に、製図科が第三課に、また修技所が教育部にそれぞれ改組された。

## 歴代陸地測量部長

### 参謀本部測量課長
- 長嶺譲 少佐：明治11年12月26日 - 明治12年11月
- 小菅智淵 工兵少佐：明治12年11月19日 - 明治17年9月8日

### 参謀本部測量局長
- 小菅智淵 工兵中佐：明治17年9月8日 - 明治21年5月14日

### 陸地測量部長
- 小菅智淵 工兵大佐：明治21年5月14日 - 明治21年12月18日
- 山内通義 工兵大佐：明治21年12月28日 - 明治22年6月3日
- （心）藤井包總 工兵中佐：明治22年6月3日 - 明治22年9月21日
- 藤井包總 工兵大佐：明治22年9月21日 - 明治38年2月6日
- （扱）藤井包總 中将：明治38年2月6日 - 明治39年7月6日
- 大久保徳明 少将：明治39年7月6日 - 大正元年12月26日
- 牧野淸人 少将：大正元年12月26日 - 大正3年6月2日
- 伊部直光 少将：大正3年6月2日 - 大正5年1月21日
- 矢野目孫一 少将：大正5年1月21日 - 大正8年7月25日
- 松村法吉 少将：大正8年7月25日 - 大正12年8月6日
- 山内静夫 少将：大正12年8月6日 - 大正13年2月4日
- 大村齊 少将：大正13年2月4日 - 昭和4年8月1日
- 石井英橘 少将：昭和4年8月1日 - 昭和7年12月7日
- 鈴木元長 少将：昭和7年12月7日 - 昭和11年4月28日
- 桑原四郎 少将：昭和11年4月28日 - 昭和12年8月30日
- 野口正義 少将：昭和12年11月1日 - 昭和14年3月9日
- 中島三栖雄 少将：昭和14年3月9日 - 昭和15年8月1日
- 下田宣力 少将：昭和15年8月1日 - 昭和17年4月15日
- 小倉尚 中将：昭和17年12月2日 - 昭和18年9月10日
- 大前憲三郎 中将：昭和18年10月15日 - 昭和20年8月31日

## 主な作成地図

### 二十万分一輯製図
1884年ごろから、伊能図や各府県の資料を用いて作成された地図。

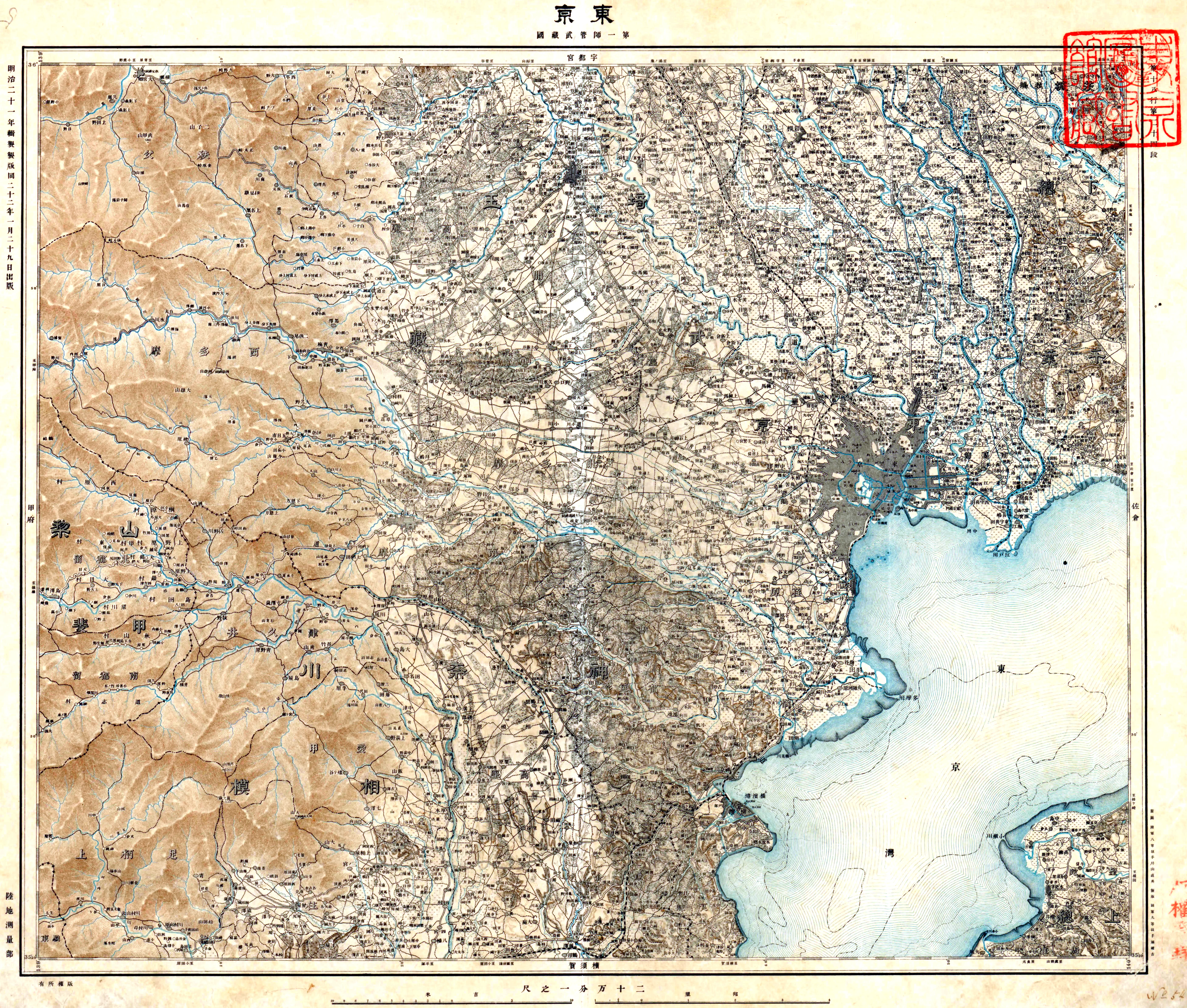
東京府地図 (1889年、輯製二十万分一圖)

### 地図に関する法規
旧・陸地測量標条例の施行（1890年3月26日）より後に陸地測量部が作成した地図には、同条例に基づく基本測量成果に該当するものがある。該当の地図を利用する場合、国土地理院の地形図などと同様、申請不要とされる一部の利用方法を除けば、国土地理院長への承認申請が必要となっている。現行の測量法において、陸地測量標条例に基づく基本測量成果は測量法に基づく基本測量成果とみなすこと、その成果の保護期間は定められていないことから、現在も規定が有効となっているもの。